# Shimamura Hayao

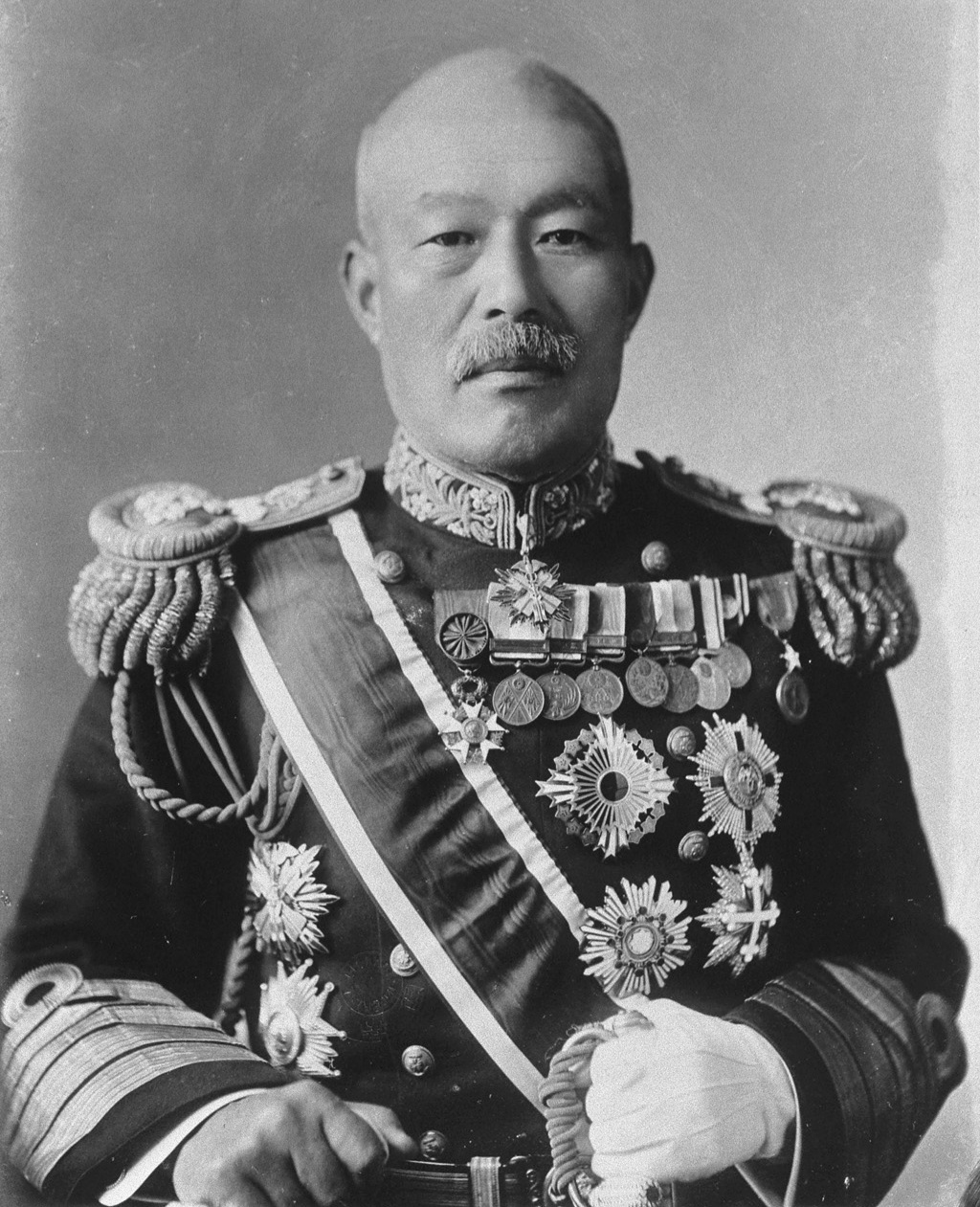
Shimamura Hayao

Danshaku Shimamura Hayao (jap. 島村 速雄; * 20. September 1858 in Kōchi, Provinz Tosa, Japan; † 8. Januar 1923 in Tokio) war ein japanischer Seeoffizier der Kaiserlich Japanischen Marine, der unter anderem zwischen 1909 und 1911 Oberkommandierender der 2. Flotte sowie von 1914 bis 1920 Chef des Admiralstabes war. Zuletzt wurde er nach seinem Tode 1923 posthum zum Großadmiral (Gensui taishō) befördert.

## Leben

### Ausbildung und Verwendungen als Seeoffizier
Shimamura Hayao begann am 5. Oktober 1874 als Seekadett (Kaigun minarai ikan) des siebten Jahrgangs seine Ausbildung zum Seeoffizier an der Kaiserlich Japanischen Marineakademie (Kaigun Heigakkō) und schloss diese als Fähnrich zur See (Kaigun shōi kōhosei) am 17. Dezember 1880 als Bester unter 30 Offiziersanwärtern seines Jahrgangs ab, nachdem er seit dem 10. September 1879 Dienst an Bord der Korvette Tsukuba versehen hatte. Im Anschluss setze er sein Studium an der Marineakademie bis zum 19. November 1881 fort und war zwischen dem 13. April 1881 und dem 29. Januar 1884 Offizier auf dem Panzerschiff Fusō, wobei er dort am 2. November 1883 zum Leutnant zur See (Shōi) befördert wurde. Am 29. Januar 1884 wurde er auf die Korvette Asama versetzt und dort am 20. Juni 1885 zum Oberleutnant zur See (Chūi) befördert. Er war zwischen dem 25. Dezember 1885 und dem 12. April 1886 Ausbilder und Abteilungsoffizier auf der Asama und wurde im Anschluss vom 12. April 1886 bis zum 7. Juni 1886 zum Admiralstab abgeordnet, wo er Dienst im 1. Büro versah und am 13. Juli 1886 seine Beförderung zum Kapitänleutnant (Taii) erhielt. Im Anschluss befand er sich zwischen dem 7. Juni 1888 und dem 10. Februar 1891 zur weiteren Ausbildung im Vereinigten Königreich und wurde nach seiner Rückkehr als Offizier in die Sektion 1 des Admiralstabes abgeordnet, ehe er vom 26. Juni 1891 bis zum 23. Mai 1892 Vize-Chef der Sektion 2 des 1. Büros des Marineministeriums (Kaigun-shō) sowie zwischen dem 23. Mai 1902 und dem 13. März 1893 Abschnittsoffizier und Leitender Geschützoffizier des Ungeschützten Kreuzers Takao war.

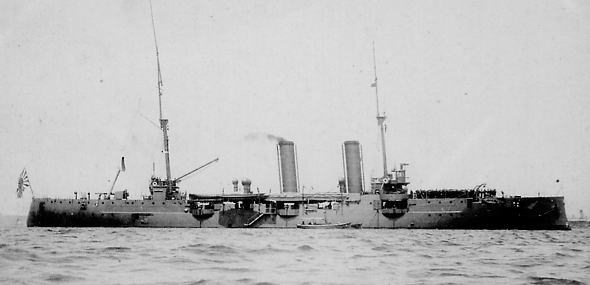
Kapitän zur See Shimamura war zwischen 1899 und 1900 Kommandant des Geschützten Kreuzers Suma.

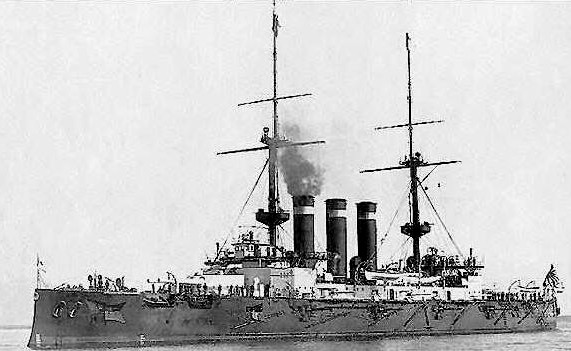
Shimamura Hayao fungierte zudem von 1902 bis 1903 als Kommandant des Linienschiffs Hatsuse.

Während Shimamura vom 13. März 1893 bis zum 17. Mai 1895 und damit während des Ersten Japanisch-Chinesischen Krieges (25. Juli 1894 bis 17. April 1895) Dienst im Stab der auch Bereitschaftsflotte genannten Stationären Flotte (Jōbi Kantai) versah, wurde er am 9. Dezember 1894 zum Korvettenkapitän (Shōsa) befördert. Nach Kriegsende wurde er am 17. Mai 1895 zum Stab des 1. Büros des Admiralstabes abgeordnet und versah seit dem 13. Januar 1896 zudem Dienst in der Kaiserlich Japanischen Marinehochschule (Kaigun Daigakkō). Im Anschluss war er vom 30. April bis zu seiner Rückberufung am 15. Dezember 1897 Marineattaché an der Gesandtschaft im Königreich Italien und erhielt dort am 1. Dezember 1897 noch seine Beförderung zum Fregattenkapitän (Chūsa). Nach seiner Rückkehr war er zwischen dem 4. März 1898 bis zum 29. September 1899 zunächst kommissarischer Chef sowie nach seiner Beförderung zum Kapitän zur See (Taisa) vom 29. September bis zum 7. Oktober 1899 Chef des 2. Büros des Admiralstabes. Er fungierte vom 10. November und dem 3. Oktober 1898 in Personalunion auch als kommissarischer Chef des 1. Büros des Admiralstabes.
Kapitän zur See Shimamura Hayao wurde am 7. Oktober 1899 Kommandant des Geschützten Kreuzers Suma und fungierte danach zwischen dem 4. Juli und dem 6. Dezember 1900 als Chef des Stabes der Stationären Flotte. Anschließend fungierte er vom 6. Dezember 1900 bis zum 18. Juli 1902 als Chef des 1. Büros des Marineausbildungskommandos und unterrichtete zusätzlich seit dem 18. Januar 1901 als Instrukteur an der Marinehochschule. Danach war er zwischen dem 18. Juli 1902 und dem 27. Oktober 1903 Kommandant des Linienschiffs Hatsuse sowie vom 27. Oktober bis zum 28. Dezember 1903 erneut Chef des Stabes der Stationären Flotte.

### Flaggoffizier und Chef des Admiralstabes

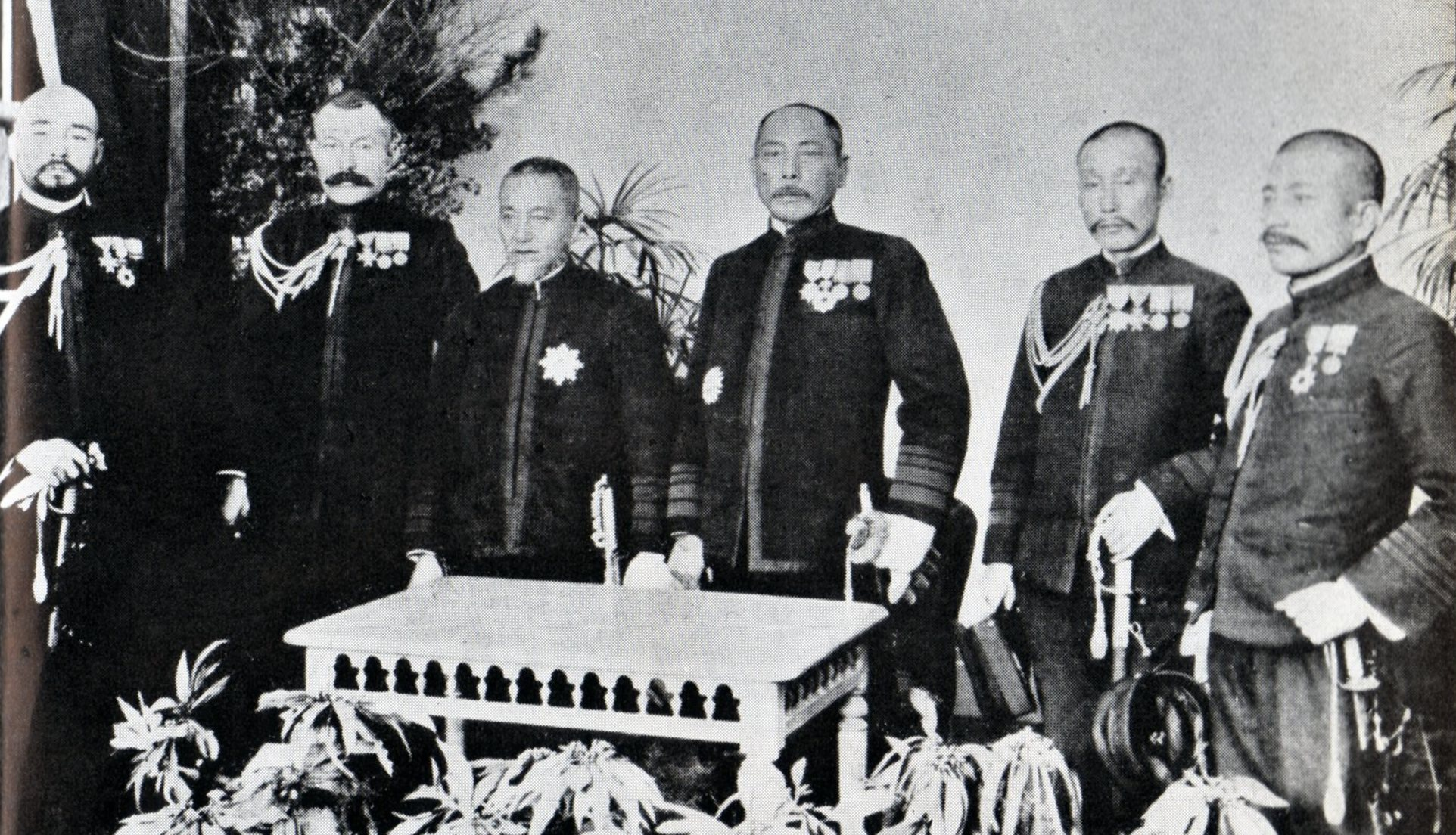
Offiziere des Oberkommandos der Kombinierten Flotte während des Russisch-Japanischen Krieges (v. l. n. r.): Funakoshi Kajishirō, Shimamura Hayao, Tōgō Heihachirō, Kamimura Hikonojō, Katō Tomosaburō und Akiyama Saneyuki.

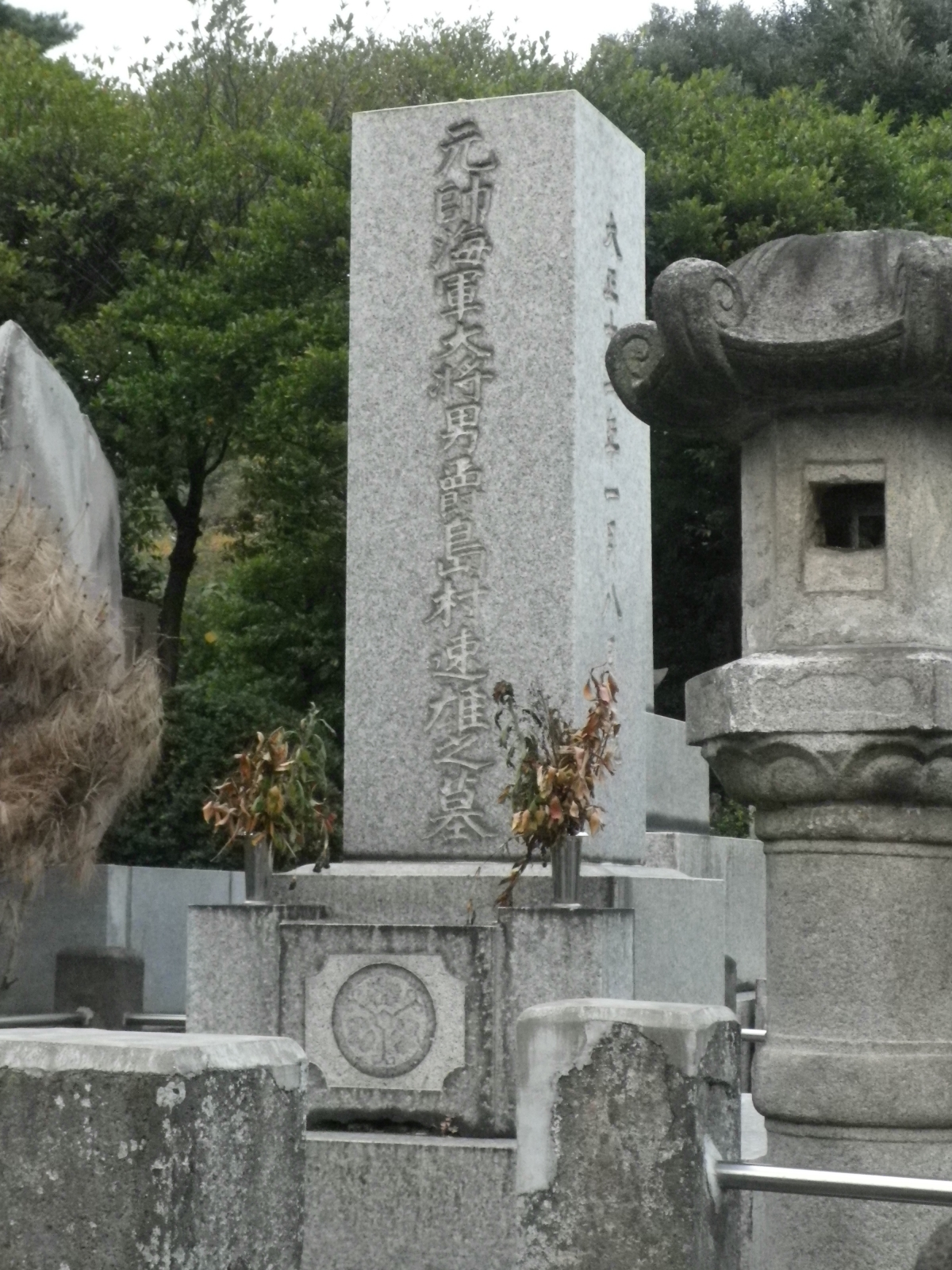
Grabstätte auf dem Friedhof Aoyama in Tokio.

Am 28. Dezember 1903 wurde Shimamura sowohl Chef des Stabes der aus der Stationären Flotte entstandenen 1. Flotte (Dai-ichi Kantai) sowie zugleich auch Chef des Stabes der Kombinierten Flotte (Rengō Kantai) und behielt beide Posten bis zum 12. Januar 1905. Er war damit während des ersten Jahres des Russisch-Japanischen Krieges (8. Februar 1904 bis 5. September 1905) für Planung, Organisation und Durchführung der militärischen Operationen dieser Flottenverbände mitverantwortlich. Er erhielt am 6. Juni 1904 seine Beförderung zum Konteradmiral (Shōshō) und war im weiteren Verlauf des Russisch-Japanischen Krieges zwischen dem 12. Januar und dem 12. Dezember 1905 Kommodore des 2. Geschwaders der 2. Flotte. Nachdem er am 12. Dezember 1905 kurzzeitig Kommodore in der am 20. Dezember 1905 aufgelösten 4. Flotte (Dai-Yon Kantai) unter dem Oberkommandierenden Dewa Shigetō war, übernahm er vom 20. Dezember 1905 bis zum 29. November 1906 den Posten als Kommandeur der Trainingsflotte (Renshū Kantai).
Im Anschluss war Shimamura Hayao als Nachfolger von Tomioka Sadayasu zwischen dem 19. November 1906 und seiner Ablösung durch Yoshimatsu „Motaro“ Shigetarō am 28. August 1908 Direktor der Marineakademie. Er fungierte zwischen dem 19. November und dem 24. Dezember 1906 auch als Chefausbilder der Marineakademie. Er wurde nach seiner Beförderung zum Vizeadmiral (Chūjō) am 28. August 1908 Nachfolger von Sakamoto Toshiatsu als Direktor der Marinehochschule und verblieb auf diesem Posten bis zu seiner Ablösung durch Kawashima Reijirō am 1. Dezember 1909. Zugleich wurde er am 28. August 1908 auch erstmals Mitglied des Admiralitätsausschusses, dem er bis zum 1. Dezember 1909 angehörte. Er wurde als Nachfolger von Dewa Shigetō Oberkommandierender der 2. Flotte (Dai-ni Kantai) und verblieb auf diesem Posten bis zum 1. Dezember 1911, woraufhin Yoshimatsu „Motaro“ Shigetarō auch in dieser Funktion ablöste. Er selbst wurde am 1. Dezember 1911 wieder Nachfolger von Dewa Shigetō als Oberkommandierender des Marinebezirks Sasebo (Sasebo chinjufu) und behielt dieses Kommando bis zu seiner Ablösung durch Fujii Kōichi am 25. März 1914. Er selbst löste am 25. März 1914 abermals Yoshimatsu „Motaro“ Shigetarō ab und wurde Direktor des Marineausbildungskommandos (Kaigun Kyoiku Honbu). Dieses Amt hatte er jedoch nur knapp einen Monat bis zum 22. April 1914 inne und wurde dann von Nawa Matahachiro abgelöst.
Am 22. April 1914 übernahm Shimamura von Ijūin Gorō den Posten als Chef des Admiralstabes (Kaigun Gunrei Bucho) und behielt diesen während des gesamten Ersten Weltkrieges und den ersten beiden Jahren der Zwischenkriegszeit bis zum 1. Dezember 1920, woraufhin Yamashita Gentarō seine Nachfolge antrat. Er gehörte zwischen dem 25. März 1914 und dem 1. Dezember 1920 erneut dem Admiralitätsausschuss als Mitglied an und erhielt am 28. August 1915 auch seine Beförderung zum Admiral (Taishō). Für seine langjährigen Verdienste wurde er am 14. Juli 1916 als Baron (Danshaku) auch in den Adelsstand (Kazoku) erhoben. Nach Beendigung seiner Tätigkeit als Chef des Admiralstabes wurde er am 1. Dezember 1920 Mitglied des Marinerates, dem er bis zu seinem Tode am 8. Januar 1923 angehörte. Nach seinem Tode wurde er posthum zum Großadmiral (Gensui taishō) befördert und auf dem Friedhof Aoyama in Tokio beigesetzt.

## Hintergrundliteratur
- Trevor N. Dupuy: Encyclopedia of Military Biography, I B Tauris & Co Ltd., 1992, ISBN 1-85043-569-3 (Onlineversion (Auszug))
- Oide Hisashi: Shinbō no meishō Shimamura Hayao: Akiyama Saneyuki o sasaeta in no chishō no shōgai, (Hayao Shimamura, ein berühmter Admiral mit tiefer Intrige. Das Leben eines Admirals, der Akiyama Saneyuki unterstützte), 1995
- Marius B. Jansen: The Making of Modern Japan Harvard University Press, 2001, ISBN 978-0-674-00334-7 (Onlineversion (Auszug))
- J. Charles Schencking: Making Waves: Politics, Propaganda, And The Emergence Of The Imperial Japanese Navy, 1868–1922. Stanford University Press, Stanford 2005, ISBN 0-8047-4977-9